# Henrique de Barros Gomes
Henrique de Barros Gomes GCC; GCTE (Sacramento, Lisboa, 14 de setembro de 1843 —  Alcanhões, Santarém, 15 de novembro de 1898), político português, ligado ao Partido Progressista, que entre outras funções foi: deputado, diretor do Banco de Portugal e ministro dos Negócios da Fazenda, dos Negócios Estrangeiros e da Marinha e Ultramar.
Reformador e impulsionador do novo regime de Contabilidade Pública, que no essencial predominaria até à atualidade e que introduziu importantes inovações tributárias: décima de juros e o imposto de selo.
Notabilizou-se pela forma como lidou com a crise colonial suscitada pelas questões emergentes da recusa do mapa cor-de-rosa e do ultimato britânico de 1890.
Foi sócio fundador da Sociedade de Geografia de Lisboa (1875), vice-presidente da Associação Comercial de Lisboa e da Cruz Vermelha Portuguesa. Foi agraciado com diversas condecorações nacionais e estrangeiras.

## Biografia
Henrique de Barros Gomes nasceu em Lisboa, na freguesia do Sacramento, a 14 de setembro de 1843, filho de Bernardino António Gomes, médico da Real Câmara e introdutor do uso do clorofórmio em Portugal, e de D.ª Maria Leocádia Fernandes Tavares de Barros Gomes. O seu avô paterno era Bernardino António Gomes, um conhecido médico e especialista em botânica brasileira, introdutor das técnicas vacínicas em Portugal. Um seu irmão foi o engenheiro florestal e cientista Bernardino António de Barros Gomes.
A 21 de janeiro de 1875, casou na igreja paroquial de Nossa Senhora da Encarnação, em Lisboa, com Rita Pinheiro Pessoa de Barros e Sá (Mártires, Lisboa, 26 de outubro de 1856 — Socorro, Lisboa, 29 de outubro de 1932), filha de António José de Barros e Sá, conselheiro, deputado, ministro e par do Reino, e de Clara Pinheiro Pessoa de Barros e Sá, ambos naturais de Montalegre. Deste casamento teve três filhos:
- António Pessoa de Barros Gomes,[6] Advogado e exerceu o cargo de Administrador do antigo 2.º Bairro de Lisboa. Casado (teve 3 filhos) com Maria Adelaide da Graça Oliveira Monteiro de Barros Gomes, filha do seu amigo e correligionário do Partido Progressista do Porto, António de Oliveira Monteiro.
- Bernardino António Pessoa de Barros Gomes, casado com Maria Luísa de Aragão e Brito (teve 3 filhos), e casado (sem filhos) em segundas núpsias com D.ª Maria Theresa José de Mello de Barros Gomes;
- Henrique de Barros Gomes
- Maria Leocádia Pessoa de Barros Gomes.

### Os anos formativos (1843-1869)
Depois de estudos preparatório, matriculou-se em 1861, aos 18 anos de idade, na Escola Politécnica de Lisboa, onde fez, com distinção, o curso preparatório para oficiais do Estado-Maior e de Engenharia Militar, assim como de Engenharia Civil, terminando o curso em 1865 e obtendo o primeiro prémio em cinco cadeiras e a qualificação para premiado em todas as outras do curso geral.
Durante esta fase da sua vida, interessou-se pelo estudo da Matemática e da Astronomia, sendo autor de diversos escritos sobre esses temas, com destaque para os artigos A Astronomia Moderna e a Questão das Paralaxes Siderais, que publicou no Jornal de Sciencias Mathematicas, Physicas e Naturaes da Academia Real das Ciências de Lisboa, sendo feito seu sócio correspondente. Esse interesse levaria também a que em 1875 fosse um dos fundadores da Sociedade de Geografia de Lisboa, da qual foi sócio efetivo, mantendo profícua participação nos seus órgãos e atividades.
Com apenas 25 anos, foi eleito deputado círculo de Torres Novas nas eleições gerais que se realizaram a 11 de abril de 1869 (17.ª legislatura), iniciando assim o seu percurso parlamentar e a sua participação na vida política ativa.
Um idealista da criação de uma Universidade Católica para Portugal, escreveu sobre os progressos do catolicismo na sociedade Norte Americana, coroando-os com a inauguração da Universidade Católica de Washington em 13 de Novembro de 1889, conforme explica o Cardeal Patriarca de Lisboa, Manuel Clemente em "Universidade Católica Portuguesa: Uma realização de longas expectativas"

### A primeira experiência parlamentar (1869-1871)
Eleito deputado do Partido Reformista pelo círculo de Torres Novas, prestou juramento a 4 de maio de 1869, iniciando nesse dia a sua carreira parlamentar. Em sinal de destaque, logo nesta legislatura, apesar de estreante, já exerceu as funções de segundo secretário da Mesa da Câmara dos Deputados.
Na sua primeira intervenção como deputado, feita a 10 de julho de 1869, discorreu sobre a distribuição pelos distritos da contribuição predial, causando sensação o seu conhecimento e a profundidade da investigação que realizara sobre o tema. Este discurso lançou-o, no parlamento e na imprensa, como o grande especialista em matérias fiscais e de finanças públicas, temáticas que, a par das matérias coloniais, dominariam toda a sua atividade parlamentar e boa parte da sua atividade governativa. Também lhe abriu as portas da eleição para diretor do Banco de Portugal, que ocorreria em 1873.
Seria de novo eleito deputado para as legislaturas seguintes, 1870 e 1870-1871, pelo círculo de Santarém.
Como deputado, fez parte da Comissão da Fazenda (1870 e 1871) e da Comissão dos Expostos (1870), havendo sobressaído, nessa primeira experiência parlamentar, a forma como tratou a questão das contribuições de rendas de casas e sumptuária, a discussão do Orçamento de Estado para 1870, os seus relatórios sobre as reformas fiscais, em especial do real de água, da abolição das isenções fiscais às empresas financeiras e sociedades anónimas de Portugal e Ilhas Adjacentes, e sobre as contas da Junta do Crédito Público. Outra matéria em que se destacou foi na discussão do controverso empréstimo de 18 000 contos de réis que o Governo pretendeu realizar em 1870.
Por esta altura ligou-se à gestão da Sociedade das Casas de Asilo da Infância Desvalida de Lisboa, atividade que manteria durante toda a vida.

### A direção do Banco de Portugal (1873-1898)

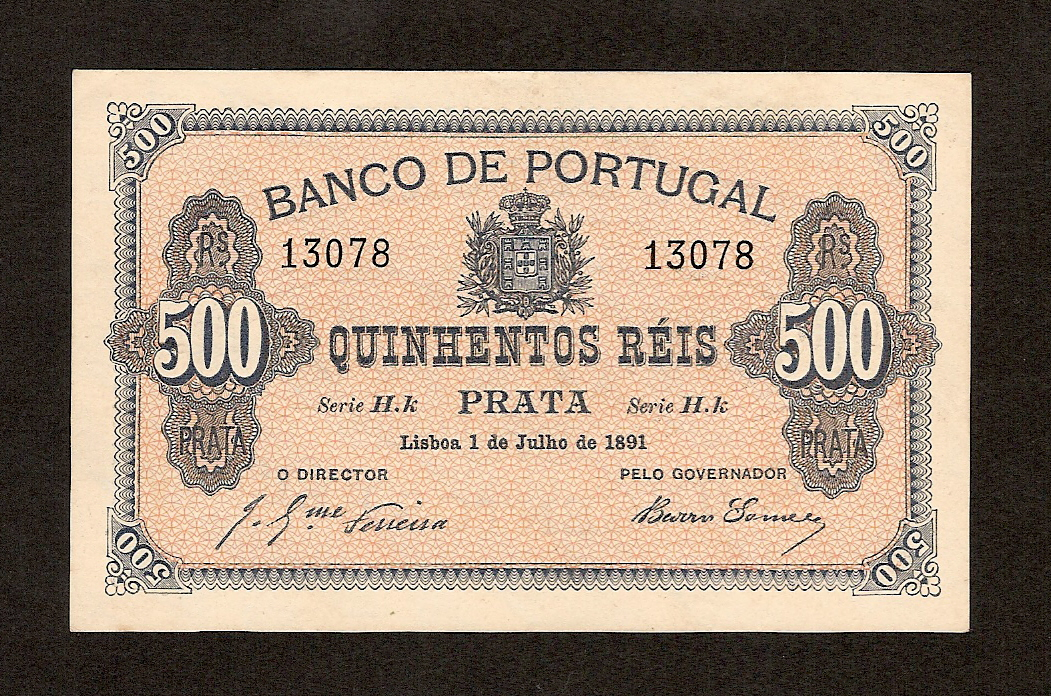
Nota de 500 réis

Em 1873 foi eleito diretor do Banco de Portugal, cargo que exerceu, com algumas interrupções, até 1898. No ano de 1887 foi presidente da respetiva direção, sendo em 1891, face à crise monetária que então se desenvolveu, temporariamente vice-governador da instituição. Voltou a ser vice-governador em 1897.
Teve um papel relevante na direção do Banco de Portugal, em especial em 1874, quando contribuiu para o sucesso do empréstimo nacional português e para a renegociação do contrato entre o Banco e o Estado português.
Ainda em 1874, foi eleito vereador do pelouro dos Negócios da Fazenda da Câmara Municipal de Lisboa, sendo simultaneamente presidente da Associação Comercial de Lisboa.
Em 1876 teve um papel importante no debelar da crise bancária que então ocorreu, tenso publicado um extenso relatório sobre o sucedido. Nesse mesmo ano foi enviado ao Funchal, por ocasião da crise comercial que ameaçava a ilha da Madeira, desempenhando aí um importante papel na conciliação dos interesses do Banco de Portugal com os das casas de comércio madeirenses.
Em 1876, foi um dos fundadores do Partido Progressista, que resultou da fusão dos Partido Histórico e Partido Reformista no célebre Pacto da Granja e foi eleito, em 1878, procurador à Junta Geral do Distrito de Lisboa.
Quando em 29 de Maio de 1879 o Partido Progressista foi chamado a formar governo, tendo como presidente do ministério Anselmo José Braamcamp, foi nomeado ministro dos Negócios da Fazenda, cargo de que tomou posse a 1 de Junho de 1879, demitindo-se nessa data do lugar de diretor do Banco de Portugal.

### Ministro da Fazenda (1879-1881)

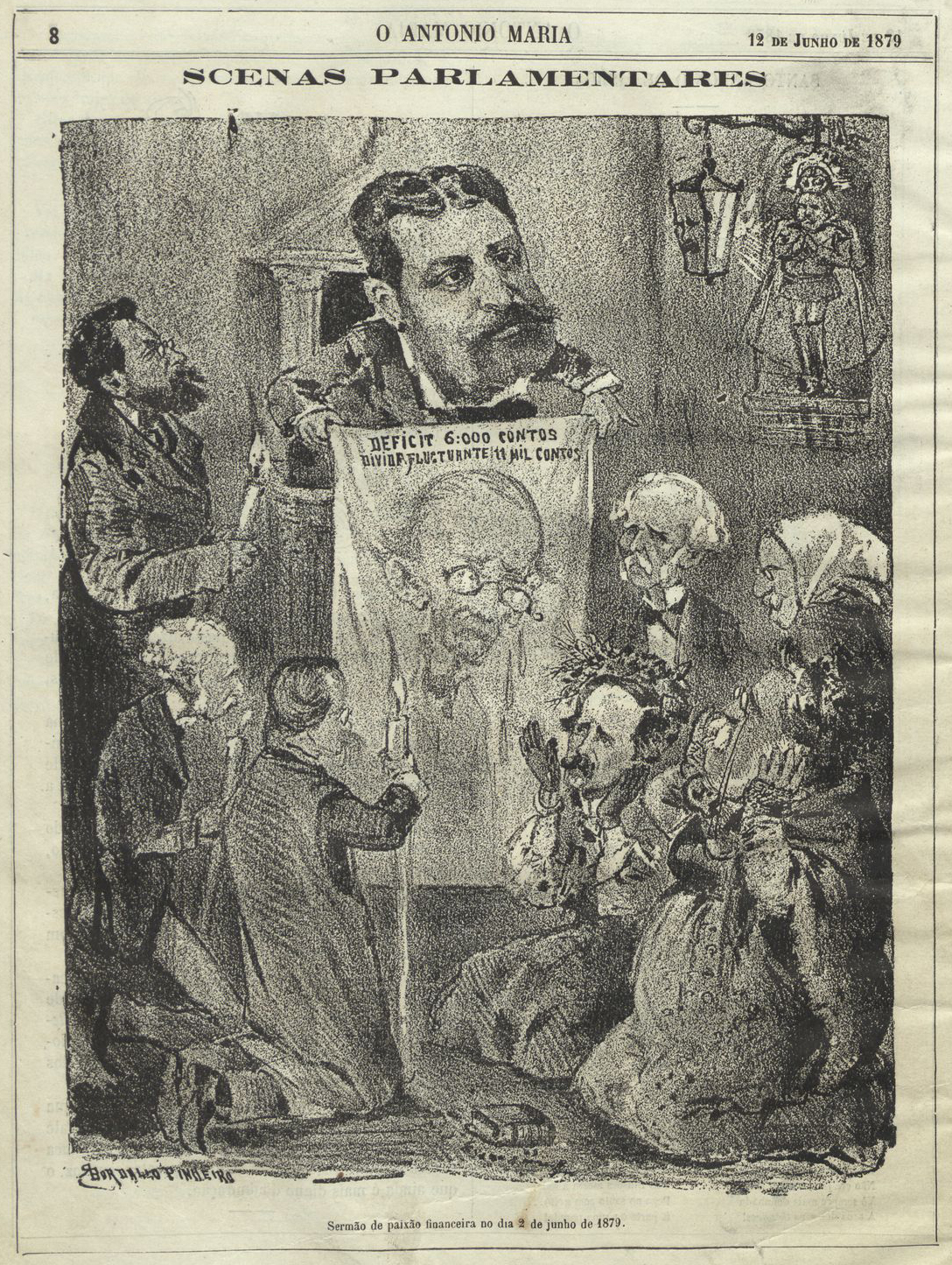
Caricatura do Ministro da Fazenda Henrique de Barros Gomes da autoria de Rafael Bordalo Pinheiro.

Tendo tomado posse a 1 de junho de 1879 do cargo de ministro dos Negócios da Fazenda, manteve-se à frente dessa pasta até 23 de março de 1881, data em que o Partido Regenerador, capitaneado por António Rodrigues Sampaio, assumiu o poder.
Nesse período empenhou-se em algumas reformas, como a da décima de juros e do imposto de selo, e criou a Caixa Económica Portuguesa no âmbito da Caixa Geral de Depósitos.
Foi um ministro cauteloso e técnico, com marcada tendência reformista, conseguindo manter as depauperadas finanças públicas portuguesas em relativo equilíbrio.

### A segunda fase parlamentar (1880-1886)
O regresso à Câmara dos Deputados deu-se na sequência das eleições gerais de 19 de outubro de 1879, para a 23.ª legislatura (1880-1881), quando foi eleito pelo círculo de Santarém e acessoriamente pelo de Montalegre. Como na altura da eleição era ministro da Fazenda, apenas tomou posse do lugar em abril de 1881, após a sua saída do governo.
Na 25.ª legislatura (1884-1887) foi novamente eleito por Montalegre, o mesmo acontecendo nas eleições gerais que se realizaram em 6 de março de 1887, não chegando contudo a prestar juramento por entretanto ter sido nomeado par do Reino por carta régia de 31 de março daquele ano.
Nesta sua segunda passagem pela Câmara dos Deputados voltou a integrar a Comissão da Fazenda, destacando-se na discussão de matérias orçamentais e fiscais, nomeadamente a reorganização das alfândegas (1885) e o estabelecimento da contribuição industrial (1885). Também defendeu o Tratado do Zaire (1885) e a criação do distrito do Congo, em Angola.

### O governo de José Luciano de Castro (1886-1890)

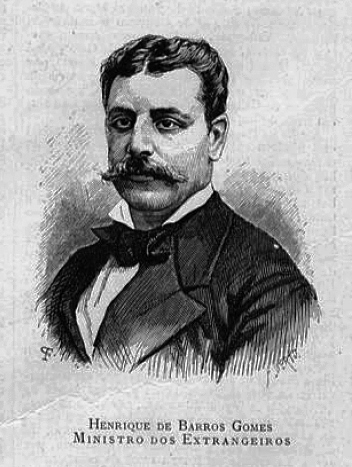
O Ocidente: revista ilustrada de Portugal e do estrangeiro.

Voltou a ter funções governativas no governo presidido por José Luciano de Castro, o qual se demitiu em bloco na sequência do ultimato britânico de 1890. Nesse governo assumiu a pasta dos Negócios Estrangeiros, entre 20 de fevereiro de 1886 e 14 de janeiro de 1890, a pasta da Marinha e Ultramar, entre 9 de maio e 15 de setembro de 1887, e, interinamente, a pasta dos Negócios da Fazenda, entre 23 de Fevereiro e 9 de novembro de 1889.
No desempenho do cargo de Ministro dos Negócios Estrangeiros teve um importante papel em matérias referentes às colónias africanas de Portugal, então sob grande pressão por parte das potências europeias, em especial da Grã-Bretanha e da Alemanha, na sequência das deliberações da Conferência de Berlim sobre o conceito de efetiva ocupação.
Deve-se a Barros Gomes o sucesso nas negociações com a Alemanha que permitiram acordar os limites das esferas de influência de cada um dos Estados no continente africano.
Também durante o seu mandato foi celebrada uma Concordata com a Santa Sé, que permitiu apaziguar as tensões existentes entre a Igreja Católica Romana e o Estado português e melhorar a articulação em matéria missionária nas colónias de África.
Como Ministro da Marinha e Ultramar empenhou-se na promoção de expedições que pudessem comprovar a efetiva ocupação dos territórios pretendidos por Portugal em África. Foi neste contexto que apareceu oficialmente o chamado mapa cor-de-rosa, com a pretensão portuguesa de um território que se estendesse de Angola à contra-costa, em colisão frontal com o objetivo britânico de um território do Cairo à Cidade do Cabo. Embora Barros Gomes sempre tenha negado a paternidade do famigerado mapa, foram-lhe sempre assacadas as responsabilidades pelo seu intempestivo aparecimento.

#### O Ultimato Britânico de 1890

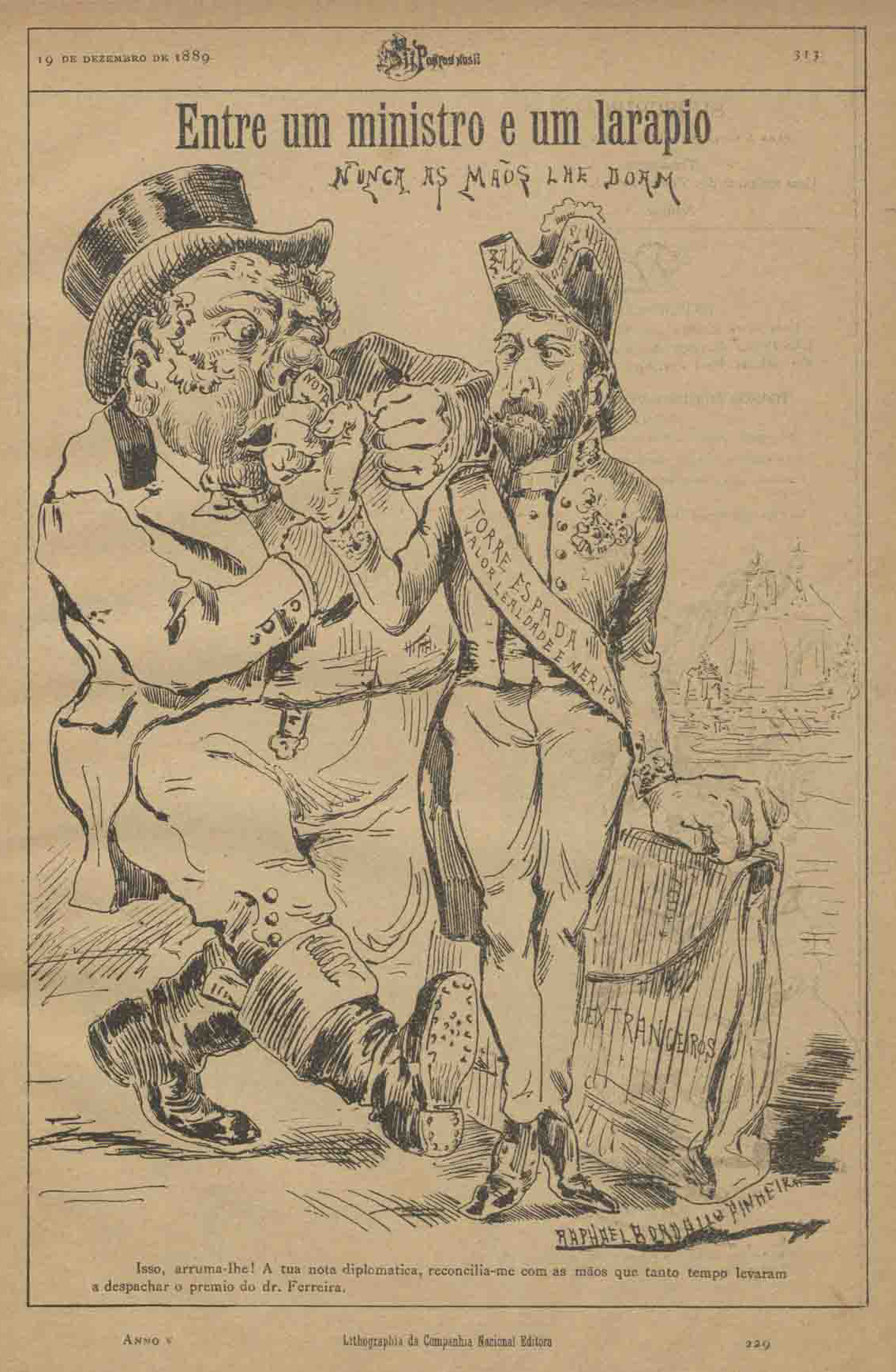
Caricatura da autoria de Rafael Bordalo Pinheiro de John Bull (personagem Inglesa personificada) e o Ministro dos Negócios Estrangeiros Henrique de Barros Gomes.

O resultado do mapa cor-de-rosa foi o ultimato britânico de 1890, com o rei D. Carlos I de Portugal a apressar-se a comunicar a cedência portuguesa a todas as exigências britânicas, o que causou uma tempestade na opinião pública, com um generalizado sentimento de ultraje nacional. Em resultado o governo demitiu-se, sendo Barros Gomes, apesar de não ter objetivamente responsabilidades pelo sucedido, a sofrer múltiplas manifestações públicas de hostilidade.
No dia 12 de janeiro de 1890, quando Lisboa acorda com a notícia do ultimatum surgem os primeiros alarmes. Os periódicos anunciam a possibilidade de Lisboa ser bombardeada pelos cruzadores britânicos, em resposta à eventual recusa do governo em mandar retirar as tropas portuguesas, lideradas por Serpa Pinto, dos territorios ocupados no interior de Moçambique, os denominados territórios dos Makololos e dos Machonas. Tais notícias alteram o pacato quotidiano. Ao longo do dia a agitação aumenta e pelo cair da noite, a população enfurecida, parte do Café Martinho da Arcada, num violento protesto que se dirigiu pela Rua Augusta até ao Rossio. Neste clima de esfervecência dirigem-se à Sociedade de Geografia, que foi palco de manifestações, enquanto Luciano Cordeiro discursava de uma das varandas. A manifestação corre as ruas da cidade e para em frente da casa do ministro Barros Gomes, o número 4 do Alto de Santa Catarina, depois dos protestos, o povo acabou por apedrejar a residência, deixando estilhaçadas todas as vidraças da extensa fachada, em seguida dirigiram-se ao Consulado Britânico, e à semelhança da casa do ministro, apedrejam o edifício e arrancam o escudo da fachada.

### Par do Reino (1887-1898)
Por Carta Régia de 31 de março de 1887, foi feito Par do Reino, tomando posse na sessão da respetiva câmara de 18 de abril do mesmo ano.
Na Câmara dos Pares a atividade de Barros Gomes voltou a centrar-se nas questões fiscais e de finanças públicas, mas agora com uma maior intervenção em matérias coloniais e de negócios estrangeiros, nomeadamente as questões da manutenção da soberania portuguesa em África. Nesta matéria pugnou pela melhoria da administração portuguesa nas colónias, em especial no que respeitava ao aproveitamento das riquezas naturais e ao aperfeiçoamento moral das suas populações.
Numa manobra destinada a demonstrar o pouco conhecimento existente sobre as matérias coloniais, solicitou que o governo promovesse a edição e venda de publicações sobre temática colonial, reduzindo assim a dependência que existia em relação a publicações estrangeiras, em geral vistas como não isentas e contrárias aos interesses portugueses.
Foi um defensor da Companhia de Moçambique e da manutenção dos capitais da Mala Real Portuguesa em mãos portuguesas, por forma a evitar que as ligações marítimas com África ficassem na dependência de estrangeiros.
Opôs-se à alteração do monopólio dos tabacos, uma matéria que iria envenenar a vida política portuguesa ao longo das duas décadas seguintes, provocando mesmo a queda de diversos ministros e governos.

### A última experiência governativa (1897-1898)
Quando José Luciano de Castro regressou ao poder, foi nomeado ministro da Marinha e Ultramar em 5 de fevereiro de 1897, mantendo-se nesse cargo até 9 de Novembro desse ano, data em que foi nomeado ministro dos Negócios Estrangeiros, depois de ter exercido a pasta interinamente de 7 de fevereiro a 10 de março daquele ano.
Abandonou as funções de Ministro dos Negócios Estrangeiros a 18 de agosto de 1898 devido à doença que o vitimaria pouco depois.
Faleceu na Quinta das Ladeiras, em Alcanhões, Santarém, a 15 de novembro de 1898 e foi sepultado no jazigo da família Barros-Gomes, jazigo 74, rua 27, no Cemitério dos Prazeres, em Lisboa.

### Falecimento (transcrição da notícia de jornal - quarta-feira de 16 de novembro de 1898):

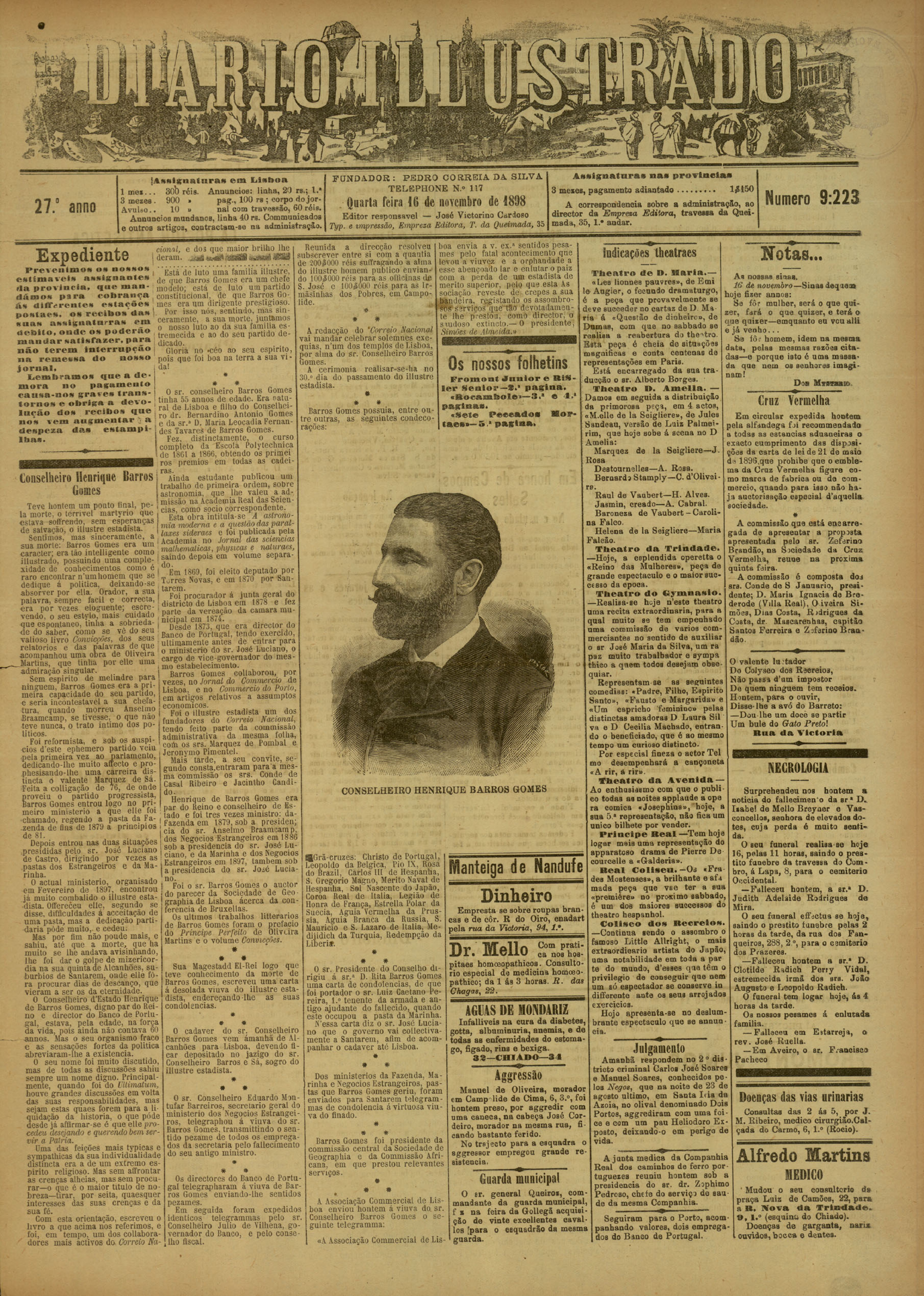
Notícia falecimento de Henrique Barros Gomes

Teve ontem um ponto final, pela morte, o terrível martírio que estava sofrendo, sem esperanças de salvação, o ilustre estadista.
Sentimos, mas sinceramente, a sua morte: Barros Gomes era um caráter; era tão inteligente como ilustrado, possuindo uma complexidade de conhecimentos como é raro encontrar num homemque se dedique à politica, deixando-se absorver por ela. Orador, sua palavra, sempre fácil e correta, era por vezes eloquente; escrevendo, o seu estilo, mais cuidado que espontâneo, tinha a sobriedade do saber, como se lê do seu livro Convicções, dos seus relatórios e das palavras de que acompanhou uma obra de Oliveira Martins, que tinha por ele uma admiração singular.
Sem espírito de melindre para ninguém, Barros Gomes era a primeira capacidade do seu partido, e seria incontestável a sua chafatura, quando morreu Anselmo Braamcamp, se tivesse, o que não teve nunca, o trato íntimo dos políticos.
Foi reformista, e sob os auspicios deste efemero partido veio pela primeira vez ao parlamento, dedicando-lhe muito afeto e profetizando-lhe uma carreira distinta o valente Marquez de Sá.
Feita a coligação de 76, de onde proveio o partido progressista, Barros Gomes entrou logo no primeiro ministério a que ele foi chamado, regendo a pasta da Fazenda de fins de 1879 a princípios de 81.
Depois entrou nas duas situações presididas pelo sr. José Luciano de Castro, dirigindo por vezes as pastas dos Negócios Estrangeiros e da Marinha.
O atual ministério, organizado em Fevereiro de 1897, encontrou já muito combalido o ilustre estadista. Ofereceu ele, segundo disse, dificuldades à aceitação de uma pasta, mas a dedicaçãopartidária muito pôde, e cedeu.
Mas por fim não pôde mais, e saiu, até que a morte, que há muito se andava avizinhando, lhe foi dar o golpe de misericórdia na sua quinta de Alcanhões, subúrbios de Santarém, onde ele fôra procurar dias de descanso, que vieram a ser os da eternidade.
O conselheiro de Estado Henrique de Barros Gomes, digno par do Reino e diretor do Banco de Portugal, estava, pela idade, na força da vida, pois ainda não contava 60 anos. Mas o seu organismo fraco e as sensações fortes da política abreviaram-lhe a existência.
O seu nome foi muito discutido, mas de todas as discussões saiu sempre um nome digno. Principalmente, quando foi do Ultimatum, houve grandes discussões em volta das suas responsabilidades, mas sejam estas quais forem para liquidação da história, o que pode desde já afirmar-se é que ele procedeu desejando e querendo bem servir a Pátria.
Uma das feições mais típicas e simpáticas da sua individualidade distinta era a de um externo espírito religioso. Mas sem afrontar as crenças alheias, mas sem procurar o que é maior título de nobreza tirar, por seita, quaisquer interesses das suas crenças e da sua fé.
Com esta orientação, escreveu o livro a que acima nos referimos, e foi, em tempo, um dos colaboradores mais ativos do Correio Nacional, e dos que maior brilho lhe deram. 
Está de luto uma família ilustre, de que Barros Gomes era um chefe modelo; está de luto um partido constitucional, de que Barros Gomes era um dirigente prestigioso. Por isso nós, sentindo, mais sinceramente, a sua morte, juntamos o nosso luto ao da sua família estremecida e ao seu partido dedicado. Glória no céu ao seu espírito, pois que foi na terra a sua vida! 
O sr. Conselheiro Barros Gomes tinha 55 anos de idade. Era natural de Lisboa e filho do Concelheiro dr. Bernardino António Gomes e da sr.ª D. Maria Leocádia Fernandes Tavares de Barros Gomes.
Fez, distintamente, o curso completo da Escola politécnica de 1861 a 1866, obtendo os primeiros prémios em todas as cadeiras. Ainda estudante publicou um trabalho de primeira ordem, sobre astronomia, que lhe valeu a admissão na Academia Real das Ciências, como sócio correspondente. Esta obra intitula-se A astronomia moderna e a questão das paralaxes siderais e foi públicada pela academia no Jornal das ciências matemáticas, físicas e naturais, saindo depois em volume separado. -//-
Sua Magestade El-Rei (Carlos I de Portugal) logo que teve conhecimento da morte de Barros Gomes, escreveu uma carta à desolada viuva do ilustre estadista, endereçando-lhe as sua condolências.
O Sr. Conselheiro Eduardo Montufar Barreiros, secretário geral do ministério dos Negócios Estrangeiros, telegrafou à viúva do sr. Barros Gomes, transmitindo o sentido pesame de todos os empregados da secretaria pelo falecimento do seu antigo ministro.
Os diretores do Banco de Portugal telegrafaram à viúva de Barros Gomes enviando-lhe sentidos pêsames.
Em seguida foram expedidos idênticos telegramas pelo sr. Conselheiro Júlio de Vilhena, governador do Banco, e pelo conselheiro fiscal.

## Honras e condecorações
- Par do Reino, por carta régia de 31 de março de 1887.
- Conselheiro de Estado, por carta régia de 7 de novembro de 1889.

Foi condecorado com a grã-cruz:
- Ordem de Cristo
- Ordem Militar da Torre e Espada
- Ordem de Leopoldo da Bélgica
- Ordem de Carlos III

E também com as seguintes Ordens Honoríficas:
- Ordem de Pio IX (Santa Sé)
- São Gregório Magno
- Imperial Ordem da Rosa
- Mérito Naval (Espanha)
- Sol Nascente
- Coroa Real
- São Maurício e São Lázaro
- Legião de Honra
- Estrela Polar (Suécia)
- Águia Vermelha (Prússia)
- Águia Branca (Polónia)
- Ordem do Medjidie (Império Otomano)
- Ordem da Redenção (Libéria)

## Obras publicadas
Barros Gomes escreveu numerosos artigos, na maior parte sobre economia e finanças públicas, sobretudo no Jornal do Comércio de Lisboa e no Comércio do Porto. Também publicou numerosos relatórios sobre economia, finanças e estatística, na sua maioria resultado da sua actividade pública, bem como a transcrição de algumas das suas intervenções parlamentares. Publicou um folhetim literário, intitulado Uma Digressão a Constantinopla, e um volume contendo temas de política, religião e literatura, intitulado Convicções. Foi diretor dos Arquivos médico-coloniais (1889-1890) e também se encontra colaboração da sua autoria na revista Branco e Negro (1896-1898).
Sem de forma alguma ser exaustiva, são as seguintes as suas obras publicadas mais importantes:
- Henrique de Barros Gomes (1869), Uma digressão a Constantinopla, folhetim saído no Jornal do Comércio, Lisboa.
- Henrique de Barros Gomes (1870), A astronomia moderna, e a questão das parallaxes sideraes, Jornal de Sciencias Mathematicas, Physicas e Naturaes, Academia Real das Sciencias de Lisboa, III (10): 73-114. Matemática.
- Henrique de Barros Gomes (1871), A astronomia moderna, e a questão das parallaxes sideraes, Jornal de Sciencias Mathematicas, Physicas e Naturaes, Academia Real das Sciencias de Lisboa, III (11): 139-151. Física. Astronomia.
- Henrique de Barros Gomes (1871), A astronomia moderna, e a questão das parallaxes sideraes, Jornal de Sciencias Mathematicas, Physicas e Naturaes, Academia Real das Sciencias de Lisboa, III (12): 203-231. Física. Astronomia.
- Henrique de Barros Gomes (1872), A astronomia moderna, e a questão das parallaxes sideraes, Jornal de Sciencias Mathematicas, Physicas e Naturaes, Academia Real das Sciencias de Lisboa, IV (13): 1-29. Matemática.
- Henrique de Barros Gomes (1896), Convicções, Lisboa.
- Henrique de Barros Gomes (1896), Introdução, na edição póstuma da obra de Oliveira Martins, O Príncipe Perfeiro, Lisboa.
- Henrique de Barros Gomes (1899), Homenagem das missões do Congo e de Angola, Edição especial de Portugal em África, Typografia da Companhia Nova Editora, Lisboa.